# Agriculture en Argentine
 (mai 2023).
|                                        | Superficies cultivées en hectares (2002) |
| -------------------------------------- | ---------------------------------------- |
| Total                                  | 38 064 983,4                             |
| Céréales                               | 9 985 954,5                              |
| Oléagineux                             | 12 938 127,1                             |
| Cultures industrielles                 | 794 522,9                                |
| Semences                               | 233 077,6                                |
| Légumineuses                           | 174 952,7                                |
| Fourrages annuels                      | 4 260 067,6                              |
| Fourrages pérennes                     | 7 883 596,8                              |
| Aromatiques, médicinales et condiments | 1 160,2                                  |
| Autres légumes                         | 212 505,2                                |
| Fleurs                                 | 7 734,3                                  |
| Fruits                                 | 544 214,4                                |
| Bois plantés                           | 1 022.686,2                              |
| Pépinières                             | 5 656,8                                  |

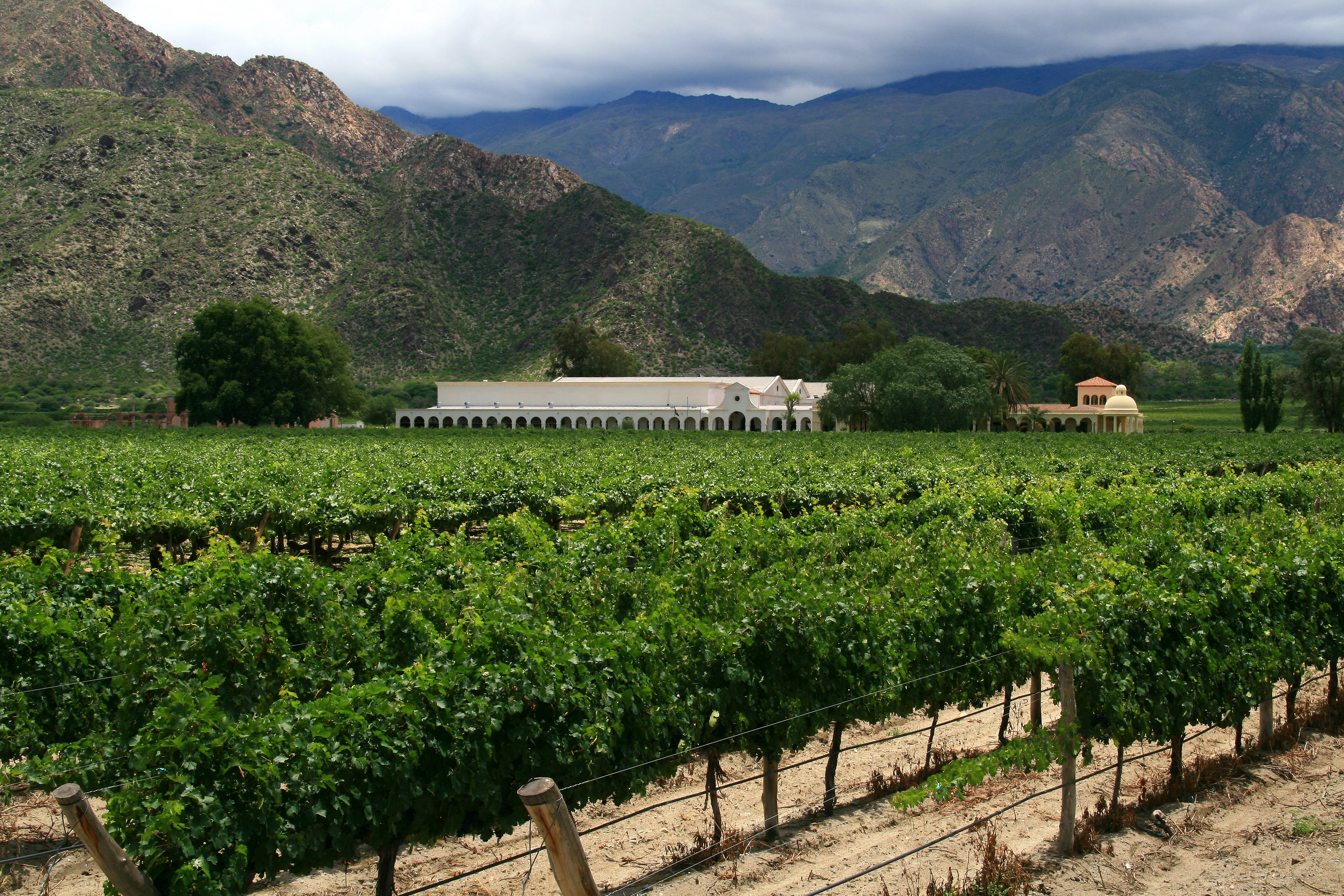
Vignoble près de Cafayate, Province de Salta (Argentine).

L'agriculture de l'Argentine, emploie de 1,8% de la population active, en contribuant à environ 5 % du PIB, tout en assurant les trois quarts des exportations argentines. 14 % de la superficie du pays, soit 380 000 km² sur les 2 800 000 km² de son territoire, mais près de la moitié de la superficie du pays est occupée par de l'élevage extensif. L'essentiel de la production agricole provient de la région de la Pampa. Les principaux produits sont le soja, le maïs, le blé, la viande, la laine et le vin. En 2000, le pays possédait environ 420 000 exploitations agricoles, avec de nombreux latifundiums qui produisent une large partie de la production nationale.

## Production par région
Avec respectivement 121 002 et 87 865 km2 de superficie cultivée, les provinces de Buenos Aires et de Córdoba possédaient ensemble, en 2002, plus de la moitié de la superficie consacrée aux cultures dans le pays. Suivaient les provinces de Santa Fe (54 283 km2), de La Pampa (27.529) et d'Entre Ríos (21.024).

## Production
L'Argentine est l'un des 5 plus grands producteurs au monde de soja, maïs, graines de tournesol, citron et poire, l'un des 10 plus grands producteurs au monde d'orge, raisin, artichaut, tabac et coton, et l'un des 15 plus grands producteurs au monde de blé, canne à sucre, sorgho et grapefruit.
En 2018, l'Argentine était le 4e producteur mondial de bœuf, avec une production de 3 millions de tonnes (derrière les États-Unis, le Brésil et la Chine uniquement). Il était également le 3e producteur mondial de soja, avec 37,7 millions de tonnes produites (derrière les États-Unis et le Brésil uniquement); le 4e producteur de maïs au monde, avec 43,5 millions de tonnes produites (derrière seulement les États-Unis, la Chine et le Brésil); le 12e producteur mondial de blé, avec 18,5 millions de tonnes produites; le 5e producteur mondial de sorgho, avec 3,6 millions de tonnes produites; le 10e producteur mondial de raisin, avec 1,9 million de tonnes produites; et le 3e producteur de miel au monde, avec une production de 79 000 tonnes (derrière la Chine et la Turquie uniquement), en plus d'avoir produit 19 millions de tonnes de canne à sucre, principalement dans la province de Tucumán  - L'Argentine produit près de 2 millions de tonnes de sucre avec la canne produite. La même année, l'Argentine a produit 4,1 millions de tonnes d'orge, étant l'un des 20 plus grands producteurs au monde de cette céréale. Le pays est également l'un des plus grands producteurs mondiaux de graines de tournesol: en 2010, il était le 3e producteur mondial avec 2,2 millions de tonnes. En 2018, l'Argentine a également produit 2,3 millions de tonnes de pomme de terre, près de 2 millions de tonnes de citron, 1,3 million de tonnes de riz, 1 million de tonnes d'orange, 921 000 tonnes d'arachide, 813 000 tonnes de coton, 707 000 tonnes d'oignon, 656 000 tonnes de tomate, 565 000 tonnes de poire, 510 000 tonnes de pomme, 491 000 tonnes d'avoine, 473 000 tonnes de haricot, 431 000 tonnes de mandarine, 302 000 tonnes de yerba mate, 283 000 tonnes de carotte, 226 000 tonnes de pêche, 194 000 tonnes de manioc, 174 000 tonnes d'olives (43 600 tonnes d'huile d'olive en 2018), 174 000 tonnes de banane, 148 000 tonnes d'ail, 114 000 tonnes de pamplemousse, 110 000 tonnes d'artichaut, en plus de petites productions d'autres produits agricoles.

### Céréales et oléagineux
| Catégories         | Production en milliers de tonnes | Production en milliers de tonnes | Production en milliers de tonnes | Production en milliers de tonnes | Production en milliers de tonnes |
| Catégories         | 2000-2001                        | 2001-2002                        | 2002-2003                        | 2003-2004                        | 2004-2005                        |
| ------------------ | -------------------------------- | -------------------------------- | -------------------------------- | -------------------------------- | -------------------------------- |
| Céréales - Total   | 36 642,6                         | 34 857,5                         | 31 898,5                         | 34 138,2                         | 41 850,4                         |
| Avoine             | 644,2                            | 644,8                            | 487,5                            | 332,0                            | 536,1                            |
| Blé                | 15 959,4                         | 15 291,7                         | 12 301,4                         | 14 563,0                         | 15 970,1                         |
| Maïs               | 15 359,4                         | 14 712,1                         | 15 044,5                         | 14 950,8                         | 20 482,6                         |
| Millet             | 31,2                             | 28,1                             | 21,9                             | 11,4                             | 16,3                             |
| Orge               | 717,3                            | 521,1                            | 543,4                            | 1 001,7                          | 886,3                            |
| Riz                | 873,2                            | 709,3                            | 717,6                            | 1 060,1                          | 956,3                            |
| Seigle             | 129,8                            | 86,5                             | 79,2                             | 36,7                             | 91,9                             |
| Sorgho             | 2 908,8                          | 2 847,2                          | 2 684,8                          | 2 165,0                          | 2 894,3                          |
| Oléagineux - Total | 30 524,3                         | 34 244,5                         | 38 778,1                         | 35 077,8                         | 42 493,8                         |
| Arachide           | 394,8                            | 361,9                            | 220,9                            | 293,0                            | 444,8                            |
| Soja               | 26 880,9                         | 30 000,0                         | 34 818,6                         | 31 576,8                         | 38 300,0                         |
| Tournesol          | 3 179,0                          | 3 843,6                          | 3 714,0                          | 3 160,7                          | 3 662,1                          |
| Lin                | 22,3                             | 15,5                             | 11,3                             | 29,3                             | 36,1                             |

Les principales céréales cultivées sont le maïs et le blé, mais le pays produit aussi du sorgho et du riz, ainsi que de l'orge et de l'avoine. Depuis l'an 2000, les productions de maïs et surtout de soja augmentent notablement, mais la production de blé stagne. La superficie allouée au blé est d'environ 5,8 millions d'hectares, celle du maïs est de 2,5 millions d'hectares et celle du riz est de 281 000 hectares.
Parmi les oléagineux, on compte le tournesol, le lin, au début du XXe siècle, le pays en était le premier exportateur mondial, mais sa production est en chute libre, et surtout le soja qui constitue la plus importante culture du pays, occupant près de la moitié des surfaces cultivées, tout en étant son premier produit d'exportation (36 % des exportations en 2008 en incluant ses produits dérivés, soit 16 milliards d'euros ). L'Argentine produit 19 % du soja mondial, derrière les États-Unis (38 %) et le Brésil (25 %), mais devant l'Inde (7 %), le reste du monde n'en produisant que 11 % . Ainsi si la production de soja était de seulement 78 000 tonnes en 1971-72, elle a augmenté à 7,1 millions de tonnes en 1985-86, et est passée à 18 millions de tonnes en 1999. La production de soja est devenue très majoritairement basée sur des variétés OGM, alors que ceux-ci ne sont apparus en Argentine qu'en 1996.
Le projet de Cristina Kirchner, en 2008, d'augmenter les taxes à l'exportation sur le soja et la tournesol de 35 à 45 %, en baissant en contrepartie celles sur le maïs et le blé, a ainsi provoqué un conflit très dur avec les organisations patronales agricoles, et l'abandon final du projet ainsi que la démission du ministre de l'Economie .

### Fruits, agrumes et légumes
|                 | Production en milliers de tonnes | Production en milliers de tonnes | Production en milliers de tonnes | Production en milliers de tonnes | Production en milliers de tonnes | Production en milliers de tonnes |
| 1994-1995       | 1995-1996                        | 1996-1997                        | 1997-1998                        | 1998-1999                        | 1999-2000                        |                                  |
| --------------- | -------------------------------- | -------------------------------- | -------------------------------- | -------------------------------- | -------------------------------- | -------------------------------- |
| Fruits          |                                  |                                  |                                  |                                  |                                  |                                  |
| Prunes          | 56,00                            | 63,00                            | 69,70                            | 78,20                            |                                  |                                  |
| Abricots        | 22,20                            | 23,80                            | 26,80                            | 23,10                            |                                  |                                  |
| Pêches          | 199,00                           | 210,00                           | 225,70                           | 257,10                           |                                  |                                  |
| Citrons         | 755,60                           | 800,00                           | 969,80                           | 1 020,90                         |                                  |                                  |
| Mandarines      | 387,90                           | 252,60                           | 399,80                           | 394,20                           |                                  |                                  |
| Pommes          | 1 146,00                         | 1 086,00                         | 1 117,70                         | 1 033,50                         |                                  |                                  |
| Oranges         | 760,00                           | 504,40                           | 918,70                           | 983,80                           |                                  |                                  |
| Poires          | 481,00                           | 520,00                           | 532,50                           | 537,50                           |                                  |                                  |
| Pamplemousses   | 195,90                           | 166,80                           | 241,50                           | 216,10                           |                                  |                                  |
| Raisins         | 1 930,00                         | 2 039,90                         | 2 481,90                         | 2 001,60                         | 2 420,10                         |                                  |
| Légumes         |                                  |                                  |                                  |                                  |                                  |                                  |
| Oignons         |                                  | 604,6                            | 625,9                            | 797,8                            |                                  |                                  |
| Pommes de terre |                                  | 2 275,1                          | 3 079,9                          | 3 412,4                          |                                  |                                  |
| Haricots        |                                  | 218,3                            | 268,5                            | 303,2                            | 340,5                            | 297,2                            |
| Tomates         |                                  | 662,0                            | 710,6                            | 647,2                            |                                  |                                  |

Les principaux légumes cultivés sont les pommes de terre, les oignons et les tomates, puis plus secondairement les patates douces, les citrouilles, les carottes, les haricots, les poivrons et l'ail. Les principales légumineuses cultivées sont les pois, haricots, fèves et lentilles. Au niveau des fruits, citons entre autres les agrumes, les pommes, poires, pêches et le raisin.

#### Agrumes
La production d'agrumes est particulièrement importante et en croissance continue. Avec 1,18 million de tonnes en 2001, l'Argentine assure plus de 10 % de la récolte mondiale de citrons, dont elle est le troisième producteur, après le Mexique et l'Inde et devant l'Espagne et les États-Unis.

#### Viticulture
L'Argentine est l'un des plus importants producteurs mondiaux de vin, il en produit ainsi 1,26 million de tonnes en 1999, soit 4,5 % du total de la production mondiale. La province de Mendoza est la principale région viticole du pays. C'est dernière année la production viticole est cependant en baisse.

### Cultures commerciales
Les principales cultures commerciales du pays sont la canne à sucre, le coton, le tabac le thé, ainsi que le maté. La canne à sucre est cultivée sur une superficie d'environ 3 000 km², principalement dans la province de Tucumán, avec une production d'environ 19 millions de tonnes, en 1999. En 2007, le pays a produit environ 393 000 tonnes de coton, principalement dans la province de Chaco. Le tabac est quant à lui principalement cultivé dans la province de Misiones, avec une production d'environ 113 000 tonnes.

### Élevage
| Catégories                                  | Années     | Années     | Années     | Années     | Années     |
| Catégories                                  | 2001       | 2002       | 2003       | 2004       | 2005       |
| ------------------------------------------- | ---------- | ---------- | ---------- | ---------- | ---------- |
| Nombre de têtes abattues                    |            |            |            |            |            |
| Bovins                                      | 11 586 732 | 11 499 838 | 12 506 192 | 14 295 801 | 14 251 709 |
| Porcins                                     | 2 110 155  | 2 042 400  | 1 731 852  | 2 042 527  | 2 467 978  |
| Ovins                                       | 3 111 827  | 2 535 396  | 3 107 808  | 4 063 938  | 4 873 042  |
| Poulets, dindes, canards etc. (en millions) | 344        | 261        | 277        | 338        | 394        |
| Oies et faisans                             | 5 348      | 7 121      | 44 949     | 42 458     | 17 854     |
| Cochons de lait                             | 440 579    | 211 061    | 139 522    | 100 377    | 118 628    |
| Chevreaux                                   | 122 420    | 178 217    | 176 648    | 173 645    | 166 285    |
| Lapins                                      | 132 551    | 253 533    | 459 299    | 1 741 103  | 2 618 725  |
| Lièvres                                     | 2 197 656  | 2 452 951  | 2 004 185  | 2 172 653  | 2 511 715  |
| Équins                                      | 188 700    | 201 532    | 200 377    | 211 079    | 219 387    |
| Cerfs, sangliers et antilopes               | 1 084      | 426        | 581        | 1 987      | 1 701      |
|                                             |            |            |            |            |            |
| Exportations en tonnes                      |            |            |            |            |            |
| Viande bovine                               | 152 599    | 351 201    | 391 983    | 631 030    | 771 427    |
| Viande de porc                              | 1 605      | 1 126      | 982        | 1 628      | 1 798      |
| Viande ovine                                | 1 031      | 1 653      | 4 736      | 6 163      | 8 951      |
| Consommation en milliers de tonnes          |            |            |            |            |            |
| Viande bovine                               | 2 336      | 2 174      | 2 272      | 2 393      | 2 360      |
| Viande de porc                              | 270        | 199        | 200        | 218        | 247        |
| Viande ovine                                | 55         | 49         | 63         | 86         | 106        |

L'élevage argentin compte environ 53,6 millions têtes de bétail, avec 21,6 millions de moutons, 5 millions de porcs et 3,3 millions de chevaux. Le pays produit ainsi, chaque année, 5 millions de tonnes de viande dont 3,2 millions de tonnes de viande bovine, 1,2 million de volailles, 265 000 tonnes de viande de porc et 100 000 tonnes de viandes ovines. La production laitière est chaque année de 10 milliards de litres et 0,5 million de tonnes de fromage avec, en 2000, une valeur ajoutée de 4,685 milliards de dollars.
Les exportations de viande bovine ont considérablement augmenté entre 2001 et 2005. C'est un des effets de la dévaluation de 2002. Il s'ensuit un accroissement assez net du troupeau de bovins entre 2002 et 2005. En revanche la consommation intérieure de viande bovine a stagné durant cette période ; par tête d'habitant, elle a même légèrement reculé. Malgré cela, avec une consommation annuelle de plus de 60 kilos de bœuf par habitant, l'Argentine reste dans le peloton de tête des pays grands consommateurs de viande bovine. À titre de comparaison, en 2000, la consommation française de viande bovine se montait à 26 kilos par habitant.
| Nombre de têtes existantes | Cheptel en milliers de têtes (au 30 juin) | Cheptel en milliers de têtes (au 30 juin) | Cheptel en milliers de têtes (au 30 juin) | Cheptel en milliers de têtes (au 30 juin) | Cheptel en milliers de têtes (au 30 juin) | Cheptel en milliers de têtes (au 30 juin) |
| Nombre de têtes existantes | 1997                                      | 1998                                      | 1999                                      | 2000                                      | 2001                                      | 2002                                      |
| -------------------------- | ----------------------------------------- | ----------------------------------------- | ----------------------------------------- | ----------------------------------------- | ----------------------------------------- | ----------------------------------------- |
| Bovins                     | 50 058 90                                 | 48 084 90                                 | 49 056 70                                 | 48 674 40                                 | 48 851 40                                 | 48 539 40                                 |
| -- dont vaches             |                                           |                                           |                                           |                                           |                                           | 20 176 195                                |
| Ovins                      | 13 197 800                                |                                           | 13 703 400                                | 13 561 600                                |                                           | 12 558 900                                |
| -- dont moins de 6 mois    |                                           |                                           |                                           |                                           |                                           | 931 120                                   |
| Porcins                    |                                           |                                           |                                           |                                           |                                           | 2 184 804                                 |
| -- dont moins de 2 mois    |                                           |                                           |                                           |                                           |                                           | 744 201                                   |
| -- dont truies             |                                           |                                           |                                           |                                           |                                           | 344 056                                   |
| Caprins                    | 3 428 000                                 |                                           | 3 402 700                                 | 3 490 200                                 |                                           | 4 061 402                                 |
| Camélidés                  |                                           |                                           |                                           |                                           |                                           | 161 402                                   |

|                                        | Unité              | Production annuelle | Production annuelle | Production annuelle | Production annuelle | Production annuelle |
| 2001                                   | Unité              | 2002                | 2003                | 2004                | 2005                |                     |
| -------------------------------------- | ------------------ | ------------------- | ------------------- | ------------------- | ------------------- | ------------------- |
| Lait - Total                           | millions litres    | 9 475               | 8 110               | 7 951               | 9 169               | 9 532               |
| -- pour fabrication de produits lactés | millions litres    | 7 094               | 6 073               | 5 928               | 6 974               | 7 252               |
| -- lait liquide                        | millions litres    | 1 686               | 1 443               | 1 427               | 1 548               | 1 608               |
| -- production informelle               | millions litres    | 694                 | 594                 | 596                 | 647                 | 672                 |
| Œufs                                   | millions douzaines | 449                 | 380                 | 443                 | 539                 | 569                 |
| consommation apparente                 | œufs/habitant/an   | 148                 | 126                 | 144                 | 169                 | 174                 |

## Méthodes de production
L'utilisation de maïs OGM et de glyphosate (Roundup, herbicide de Monsanto) est importante. Les traitements au pesticide polluent les sols et les eaux superficielles. Les agriculteurs chargés de l'épandage sont également victimes de problèmes de santé, maladies, décès par intoxication. Le Roundup est également utilisé sur les plants de tabac.

## Pêches
La production halieutique argentine s'élève le plus souvent entre 850 000 et 900 000 tonnes, essentiellement du merlu, du calmars et des crevettes, une grande partie de ces productions étant exportées. Les principaux ports du pays sont Bahía Blanca et Mar del Plata.
|                                                        | Production annuelle par groupe d'espèces en tonnes            | Production annuelle par groupe d'espèces en tonnes | Production annuelle par groupe d'espèces en tonnes | Production annuelle par groupe d'espèces en tonnes | Production annuelle par groupe d'espèces en tonnes |
| 2001                                                   | 2002                                                          | 2003                                               | 2004                                               | 2005                                               |                                                    |
| ------------------------------------------------------ | ------------------------------------------------------------- | -------------------------------------------------- | -------------------------------------------------- | -------------------------------------------------- | -------------------------------------------------- |
| Total Argentine (Haute mer)                            | 877 946,5                                                     | 882 913,4                                          | 839 506,3                                          | 873 100,2                                          | 856 817,1                                          |
| Poissons                                               | 561 549,8                                                     | 646 117,6                                          | 636 175,9                                          | 761 191,9                                          | 696 824,2                                          |
| -- dont Merlu (Merluccius hubbsi)                      | 249 443,9                                                     | 358 818,9                                          | 334 098,2                                          | 416 739,5                                          | 360 739,8                                          |
| -- dont Grenadier patagonien (Macruronus magellanicus) | 111 835,6                                                     | 98 722,9                                           | 97 773,4                                           | 116 943,7                                          | 113 814,6                                          |
| Mollusques                                             | 236 888,4                                                     | 184 539,2                                          | 148 318,1                                          | 83 265,4                                           | 151 319,9                                          |
| Crustacés                                              | 79 471,5                                                      | 52 256,4                                           | 55 012,0                                           | 28 641,5                                           | 8 672,9                                            |
|                                                        | Quantités annuelles des principaux ports de pêche (en tonnes) |                                                    |                                                    |                                                    |                                                    |
| 2001                                                   | 2002                                                          | 2003                                               | 2004                                               | 2005                                               |                                                    |
| Mar del Plata                                          | 373 331,09                                                    | 392 691,24                                         | 362 796,34                                         | 421 817,00                                         | 444 174,1                                          |
| Puerto Madryn                                          | 184 306,13                                                    | 177 643,70                                         | 133 081,19                                         | 145 189,70                                         | 154 770,0                                          |
| Ushuaïa                                                | 89 259,81                                                     | 97 423,65                                          | 97 683,10                                          | 128 205,20                                         | 90 393,0                                           |
| Puerto Deseado                                         | 102 456,70                                                    | 79 554,92                                          | 98 252,64                                          | 43 634,10                                          | 61 859,2                                           |
| Comodoro Rivadavia                                     | 24 306,36                                                     | 36 856,36                                          | 57 024,97                                          | 57 588,30                                          | 26 680,2                                           |
| Rawson                                                 | 12 537,13                                                     | 14 509,76                                          | 11 518,61                                          | 14 913,40                                          | 20 369,0                                           |
| San Antonio Este                                       | 10 328,91                                                     | 6 227,90                                           | 18 186,50                                          | 20 658,70                                          | 17 185,3                                           |
| Buenos Aires                                           | 218,71                                                        | 670,39                                             | 2 605,60                                           | 1 171,90                                           | 3 597,5                                            |
| Bahia Blanca                                           | 6 688,10                                                      | 4 696,89                                           | 7 570,66                                           | 3 549,10                                           | 6 513,6                                            |
| Necochea-Quequén                                       | 7 256,66                                                      | 5 467,24                                           | 4 671,16                                           | 4 937,20                                           | 3 662,3                                            |
| Total Argentine                                        | 877 946,5                                                     | 882 913,4                                          | 839 506,3                                          | 873 100,2                                          | 856 817,1                                          |

## Pesticides
L’usage massif de pesticides dans l'agriculture en Argentine est à l'origine du développement de certaines maladies (cancers, mutations génétiques, etc).

## Source
- Instituto Nacional de Estadística y Censos (INDEC)